# O Rei Leão
The Lion King (bra/prt: O Rei Leão) é o 32.º longa-metragem animado produzido pela Walt Disney Feature Animation e pela Walt Disney Pictures e distribuído pela Buena Vista Pictures. Foi dirigido por Roger Allers e Rob Minkoff, com roteiro creditado a Linda Woolverton, Irene Mecchi e Jonathan Roberts, e música de Elton John com letras de Tim Rice. O filme narra a história do jovem leão Simba (Matthew Broderick), que sente-se culpado pelo assassinato do seu pai, o rei Mufasa (James Earl Jones), e foge do seu Reino, sem saber que a morte foi orquestrada pelo seu tio Scar (Jeremy Irons) para tomar o poder.
O desenvolvimento de O Rei Leão começou em 1988 durante uma reunião entre Jeffrey Katzenberg, Roy E. Disney e Peter Schneider, promovendo Oliver & Company na Europa. Thomas Disch escreveu o tratamento do filme, e Woolverton desenvolveu os primeiros esboços, enquanto George Scribner foi  escalado como diretor, e mais tarde Allers também foi chamado. A produção começou em 1991 em simultâneo com Pocahontas, que acabou atraindo a maioria dos principais animadores da Disney. Após a equipe viajar para o Parque Nacional Hell's Gate no Quênia, para pesquisar o cenário do filme e os animais, Scribner deixou a produção discordando da decisão de transformar o filme em um musical e foi substituído por Minkoff. Quando Don Hahn se juntou ao projeto, ele ficou insatisfeito com o roteiro e a história foi reescrita. Quase 20 minutos de sequências animadas foram produzidas no Disney-MGM Studios, na Flórida. A animação por computador também foi usada em várias cenas, principalmente na sequência da debanda dos gnus.
O Rei Leão foi lançado em 15 de junho de 1994 e foi aclamado pela crítica e público, que elogiou o filme pela sua música, enredo e animação, ganhando dentre os vários prêmios, o Oscar de Melhor Trilha Sonora Original (Hans Zimmer) e Melhor Canção Original ("Can You Feel the Love Tonight", de Elton John e Tim Rice), e o Globo de Ouro de Melhor Filme Comédia ou Musical. O filme foi considerado a maior clássico da era do Renascimento da Disney e a maior animação de todos os tempos.
O filme saiu de cartaz como a maior bilheteria de 1994 e foi a segunda maior bilheteria de todos os tempos, perdendo apenas para Jurassic Park. Após o re-lançamento em 3D em 2011, O Rei Leão chegou a US$978.8 milhões de dólares em bilheterias ao redor do mundo, tornando-se a animação desenhada à mão de maior público e uma das maiores bilheterias da história. O sucesso levou a uma adaptação teatral na Broadway que está em cartaz desde 1997, duas sequências diretamente em vídeo, O Rei Leão 2 e O Rei Leão 3, duas séries televisivas, Timão e Pumba e A Guarda do Leão, uma refilmagem em 2019 e uma prequela em 2024.

## Enredo
Nas Terras do Reino, na África, um leão comanda os animais como seu rei. O nascimento de Simba, filho do Rei Mufasa e da rainha Sarabi, cria inveja e ressentimento no irmão mais novo de Mufasa, Scar, porque o seu sobrinho irá substituí-lo como herdeiro do trono. Depois de já ter crescido e se tornado um filhote, Simba é levado por Mufasa para um passeio pelas Terras do Reino, ensinando-lhe sobre as responsabilidades de ser um rei e o ciclo da vida. Mais tarde naquele dia, através das artimanhas de Scar, Simba e sua melhor amiga Nala vão explorar um cemitério de elefantes proibido, apesar dos protestos do mordomo e conselheiro real de Mufasa, Zazu, um pássaro calau. No cemitério, as hienas Shenzi, Banzai e Ed perseguem os filhotes até encurralá-los, mas Mufasa, alertado por Zazu, aparece para resgatá-los e perdoa Simba por suas ações. Naquela noite, as hienas, aliadas à Scar, armam com ele um plano para matar Mufasa e Simba.
No dia seguinte, Scar atrai Simba para um desfiladeiro e lhe diz para esperar lá enquanto ele vai buscar Mufasa. Por ordem de Scar, as hienas iniciam uma grande debandada de gnus no desfiladeiro. Mufasa resgata Simba, mas quando ele tenta subir as paredes do desfiladeiro, Scar joga-o de volta para a debandada, matando-o. Simba encontra o corpo de Mufasa e Scar o convence de que ele foi o responsável pela morte de seu pai e o aconselha a fugir do reino. Quando Simba vai embora, Scar ordena às hienas que o matem, mas Simba consegue escapar. Scar anuncia aos outros leões que tanto Mufasa e Simba foram mortos na debandada e se nomeia como o novo rei, permitindo que um bando de hienas vivam nas Terras do Reino.
Depois de andar sem rumo por bastante tempo, Simba cai de exaustão em um deserto, chegando a quase morrer. Timão e Pumba, um suricate e um javali, encontram-no e cuidam dele até ele recuperar sua saúde. Simba cresce com eles na selva, vivendo uma vida despreocupada com seus amigos sob o lema "Hakuna Matata" ("sem preocupações"). Quando Simba se torna um jovem adulto, ele resgata Timão e Pumba de uma leoa faminta, que acaba por ser Nala. Ela e Simba se reconciliam e se apaixonam. Nala tenta convencer Simba a voltar para casa, dizendo-lhe que as Terras do Reino tornaram-se um terreno baldio sem comida e água. Sentindo-se culpado pela morte de seu pai, Simba se recusa e fica zangado com Nala, deixando-a desapontada e irritada. Quando Simba entra na selva, ele encontra Rafiki, um mandril, amigo e conselheiro de Mufasa. Rafiki diz à Simba que Mufasa está "vivo" e leva-o a uma lagoa. Lá, Simba é visitado pelo fantasma de Mufasa no céu, que diz que ele deve tomar o seu lugar de direito como o rei das Terras do Reino. Simba percebe que ele não pode fugir de seu passado e vai para casa. Nala, Timão e Pumba acompanham-no, e concordam em ajudá-lo na luta contra o tio.
Nas Terras do Reino, Simba confronta Scar, que provoca Simba falando sobre sua "culpa" na morte de Mufasa. Mas quando Scar empurra Simba para a borda da Pedra do Rei, ele admite que foi ele quem matou Mufasa e não Simba. Enfurecido, Simba contra-ataca e força Scar a revelar a verdade para os outros leões. Timão, Pumba, Rafiki, Zazu e as leoas enfrentam as hienas enquanto Simba procura por Scar. Ao tentar escapar, Scar é encurralado por Simba no topo da Pedra do Rei. Scar implora por misericórdia, dizendo que ele é da família e colocando a culpa nas hienas. Simba diz não mais acreditar em Scar, mas poupa sua vida e ordena-o a deixar para sempre as Terras do Reino. Scar humildemente passa por ele, mas, em seguida, ataca o sobrinho. Depois de uma batalha feroz, Simba lança seu tio que cai da Pedra do Rei. Scar sobrevive a queda, mas é atacado e morto pelas hienas, que ouviram a sua conversa com Simba.
Com a morte de Scar e a partida das hienas, Simba sobe para o topo da Pedra do Rei e assume o reino quando a chuva cai novamente. Algum tempo depois, as Terras do Reino são restauradas à sua antiga glória, e Simba olha feliz para seu reino com Nala, Timão e Pumba ao seu lado. Rafiki, então, apresenta o filhote recém-nascido de Simba e Nala para os habitantes das Terras do Reino e o "ciclo da vida" recomeça.

## Elenco

A imagem promocional dos personagens do filme. Da esquerda para direita: Shenzi, Scar, Ed, Banzai, Rafiki, Simba, Mufasa, Nala, Sarabi, Zazu, Sarafina, Timão e Pumba

- Matthew Broderick como Simba (do suaíli que significa "leão"), filho de Mufasa e Sarabi. Um jovem príncipe leão, que, na infância, foi acusado de ser o responsável pela morte do pai após um plano sórdido de seu tio Scar, que lhe convenceu a se auto-exilar para longe, lhe deixando muitos traumas. É o herdeiro legitimo das Terras do Reino.[4] No Brasil, Garcia Júnior.[5]
  - Jonathan Taylor Thomas como o jovem Simba, dublado no Brasil por Patrick de Oliveira.[4][5]
- James Earl Jones como Mufasa (nome do último rei do Quênia), o rei das Terras do Reino, pai de Simba e marido de Sarabi. É um líder justo, amado e respeitado por todos os animais da savana, com exceção de seu irmão Scar, que tem inveja dele e planeja usurpar o seu trono. É morto após cair numa armadilha arquitetada por Scar - que joga a culpa sobre Simba.[4] No Brasil, Paulo Flores.[5]
- Jeremy Irons como Scar (do inglês que significa "cicatriz"), irmão de Mufasa e tio de Simba. Sádico, egoísta e irônico, possui inveja e amargura de Mufasa, planejando matar o próprio irmão e expulsar o sobrinho das Terras do Reino para assumir o trono. Scar possui uma aparência diferente em contraste aos demais leões, possuindo juba preta e olhos esverdeados.[4] No Brasil, Jorgeh Ramos.[5]
- Madge Sinclair como Sarabi (do suaíli que significa "miragem"), esposa de Mufasa, mãe de Simba e rainha das Terras do Reino.[4] No Brasil, Maria Helena Pader.[5]
- Moira Kelly como Nala (do suaíli que significa "sorte"), a melhor amiga de Simba quando os dois são filhotes. Ela reencontra Simba anos depois, os dois acabam se apaixonando e ela tenta convencê-lo a voltar e enfrentar Scar.[4] No Brasil, Carla Pompílio.[5]
  - Niketa Calame como a jovem Nala, dublada no Brasil por Roberta Madruga.[4][5]
- Rowan Atkinson como Zazu, um calau que atua como mordomo e conselheiro real de Mufasa. Ele tenta impor ordem nos demais animais do reino de uma maneira rígida e metódica, embora não seja levado a sério devido ao seu tamanho diminuto. Após a ascensão de Scar ao trono, Zazu torna-se seu escravo pessoal.[4] No Brasil, Pádua Moreira.[5]
- Nathan Lane e Ernie Sabella como Timão e Pumba, uma dupla de amigos que Simba conhece após sua fuga, e que decidem criá-lo, lhe apresentando o estilo de vida despreocupado, Hakuna Matata. Timão é um suricate bípede egocêntrico, preguiçoso e exagerado; Pumba (do suaíli que significa "atordoado", "desorientado") é javali gentil e de grande coração, mas que tem problemas de flatulência. Ambos são insetívoros.[4] No Brasil, Pedro de Saint Germain e Mauro Ramos.[5][6]
- Robert Guillaume como Rafiki (do suaíli que significa "amigo"), um velho mandril, amigo de Mufasa, que atua como xamã das Terras do Reino e é responsável pelos batizados dos filhotes recém-nascidos, entre eles o de Simba. Anos mais tarde, também é o responsável por abrir os olhos de Simba em relação a enfrentar o seu passado.[4] No Brasil, Pietro Mário.[5]
- Whoopi Goldberg, Cheech Marin e Jim Cummings como Shenzi, Banzai e Ed (em suaíli, shenzi significa "pagão", "selvagem", "rude" ou "bárbaro" (como adjetivo) e banzai "esgueirando-se" ou "à espreita"), o trio de um bando de hienas-malhadas famintas que estão exiladas em um cemitério de elefantes, fora das proximidades das Terras do Reino. Tornam-se capangas de Scar e unem-se a ele para matar Mufasa e Simba, e assim tomar o reino. Shenzi é a líder temperamental; Banzai é o mais raivoso; enquanto Ed é o menos inteligente e mais aparvalhado.[4] No Brasil, Carmem Sheila faz Shenzi e Hércules Franco faz Banzai, com a voz de Ed sendo a mesma do original.[5]
- Zoe Leader como Sarafina, mãe de Nala e a irmã de Sarabi.[4]

## Produção
A ideia para O Rei Leão foi concebida no final de 1988, durante uma conversa entre Jeffrey Katzenberg, Roy E. Disney e Peter Schneider em um avião para a Europa, onde iam promover Oliver e sua Turma. Durante a conversa, o tema de uma história ambientada na África surgiu, e Katzenberg imediatamente aprovou a ideia. A ideia foi então desenvolvida por Charlie Fink, vice-presidente de assuntos criativos da Walt Disney Animation Studios. Katzenberg decidiu acrescentar elementos que envolvessem a chegada da maturidade e da morte, e de suas experiências pessoais, dizendo sobre o filme: "É um pouco sobre mim mesmo". Em novembro do mesmo ano, Thomas Disch (autor de A Torradeira Valente) escreveu um roteiro intitulado King of the Kalahari (O Rei de Kalahari), e, posteriormente, Linda Woolverton passou um ano escrevendo rascunhos do roteiro, que foi intitulado King of the Beasts (O Rei das Feras) e, em seguida, King of the Jungle (O Rei da Selva). A versão original do filme era muito diferente da versão final. A trama foi centrada em uma batalha entre leões e macacos com Scar sendo o líder dos babuínos, Rafiki sendo uma chita, e Timão e Pumba sendo amigos de infância de Simba. Simba também não deixa o reino, mas tornava-se um "personagem horrível desleixado, preguiçoso" devido a manipulações de Scar, então Simba seria deposto depois de atingir a maioridade. Em 1990, o produtor Thomas Schumacher, que tinha acabado de trabalhar em Bernado e Bianca 2, decidiu unir-se ao projeto, "porque os leões são legais". Schumacher comparou o roteiro de King of the Jungle "a um especial animado do National Geographic".

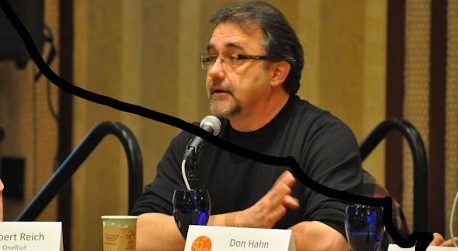
Don Hahn, produtor de O Rei Leão em 2012.

O diretor George Scribner, de Oliver e sua Turma, foi o primeiro diretor do filme, sendo mais tarde acompanhado por Roger Allers, que era o principal revisor da história de A Bela e a Fera em outubro de 1991. Allers trouxe com ele Brenda Chapman, que se tornaria a supervisora de roteiro. Mais tarde, vários dos membros da equipe principal, incluindo Allers, Scribner, Hahn, Chapman, e o diretor de arte Chris Sanders, fizeram uma viagem para o Parque Nacional do Quênia a fim de estudar e apreciar o cenário para o filme. Depois de seis meses de desenvolvimento da história, Scribner decidiu deixar o projeto, porque ele não concordou com Allers e os produtores sobre a decisão de transformar o filme em um musical, já que sua intenção era fazer um filme com caráter documental mais focado em aspectos da natureza. Rob Minkoff substituiu Scribner, e o produtor Don Hahn se juntou à produção, fazendo com que Schumacher torna-se um produtor executivo pois ele havia sido promovido a vice-presidente de desenvolvimento para longa-metragem animados. Hahn achou que roteiro não tinha um foco e um tema claro, e então estabeleceu o tema principal: "deixando a infância e enfrentando as realidades do mundo". Allers, Minkoff, Chapman e Hahn então reescreveram a história através de duas semanas de reuniões com os diretores Kirk Wise e Gary Trousdale, que tinham acabado A Bela e a Fera. O roteiro também teve seu título alterado de King of the Jungle para O Rei Leão, porque as Terras do Reino não eram uma selva, mas uma savana.
O Rei Leão foi o primeiro longa-metragem de animação da Disney criado a partir de uma história original, em oposição as obras anteriores que eram baseados em trabalhos já existente. Os cineastas disseram que a história de O Rei Leão foi inspirado pelas de José e Moisés da Bíblia, Hamlet de Shakespeare, e Bambi. Durante o verão de 1992, o roteirista Irene Mecchi entrou para equipe, e  Jonathan Roberts juntou-se poucos meses depois. Mecchi e Roberts assumiram o comando do processo de revisão, corrigindo problemas emocionais não resolvidos no script e adicionando cenas para Pumba, Timão e as hienas. O letrista Tim Rice, trabalhou em estreita colaboração com a equipe de roteiristas, indo para a Califórnia pelo menos uma vez por mês, já que suas letras precisavam trabalhar na continuidade da narrativa. As letras de Rice – que foram retrabalhadas até ao final da produção – foram ainda atreladas aos storyboards durante o desenvolvimento. Reescritas eram frequentes, com o animador Andreas Deja relatando que tinha completado uma série de cenas que tiveram de ser refeitas devido a mudanças de diálogo.

### Elenco
A escolha dos atores foi feita a partir da ideia de que as vozes precisavam se encaixar e acrescentar emoção aos personagens. Por exemplo, James Earl Jones foi escolhido porque os diretores acharam sua voz  "potente" e semelhante ao rugido de um leão. Jones comentou que durante os anos de produção, Mufasa "tornou-se mais e mais um pai atrapalhado em vez de um grande rei". Nathan Lane fez o teste para Zazu, e Ernie Sabella, para uma das hienas. Após a reunião no estúdio de gravação, os atores, que na época participaram juntos de Guys and Dolls, foram convidados para gravar juntos no papel de hienas. Os diretores riram de seu desempenho e decidiram escalá-los como Timão e Pumba. Para as hienas, a intenção inicial era reunir Cheech & Chong, mas enquanto Cheech Marin aceitou interpretar Banzai, Tommy Chong estava indisponível. Assim, seu papel foi transformado em uma hiena fêmea, Shenzi, interpretada por Whoopi Goldberg. Matthew Broderick foi escalado como Simba adulto desde o inicio da produção. Jeremy Irons inicialmente havia recusado o papel como Scar, pois ele não se sentia confortável em sair de uma atuação dramática como Claus von Bülow em Reversal of Fortune para fazer uma comédia. Mas, assim que ele resolveu participar, o desempenho de Irons inspirou os roteiristas a incorporarem mais de sua atuação como von Bülow - inclusive, adicionando uma das falas do personagem ("Você não tem ideia") - e o animador Andreas Deja assistiu Reversal of Fortune para pegar traços e tiques faciais de Irons.

### Animação
O Rei Leão foi considerado um filme pequeno porque estávamos assumindo alguns riscos. O enredo da história era um filhote de leão acusado de assassinato por seu tio ao som da música de Elton John. As pessoas diziam, 'O quê? Boa sorte com isso!'. Mas por alguma razão, as pessoas que acabaram participando do filme tornaram-se muito passionais sobre ele e [ficaram] motivadas.— Don Hahn.

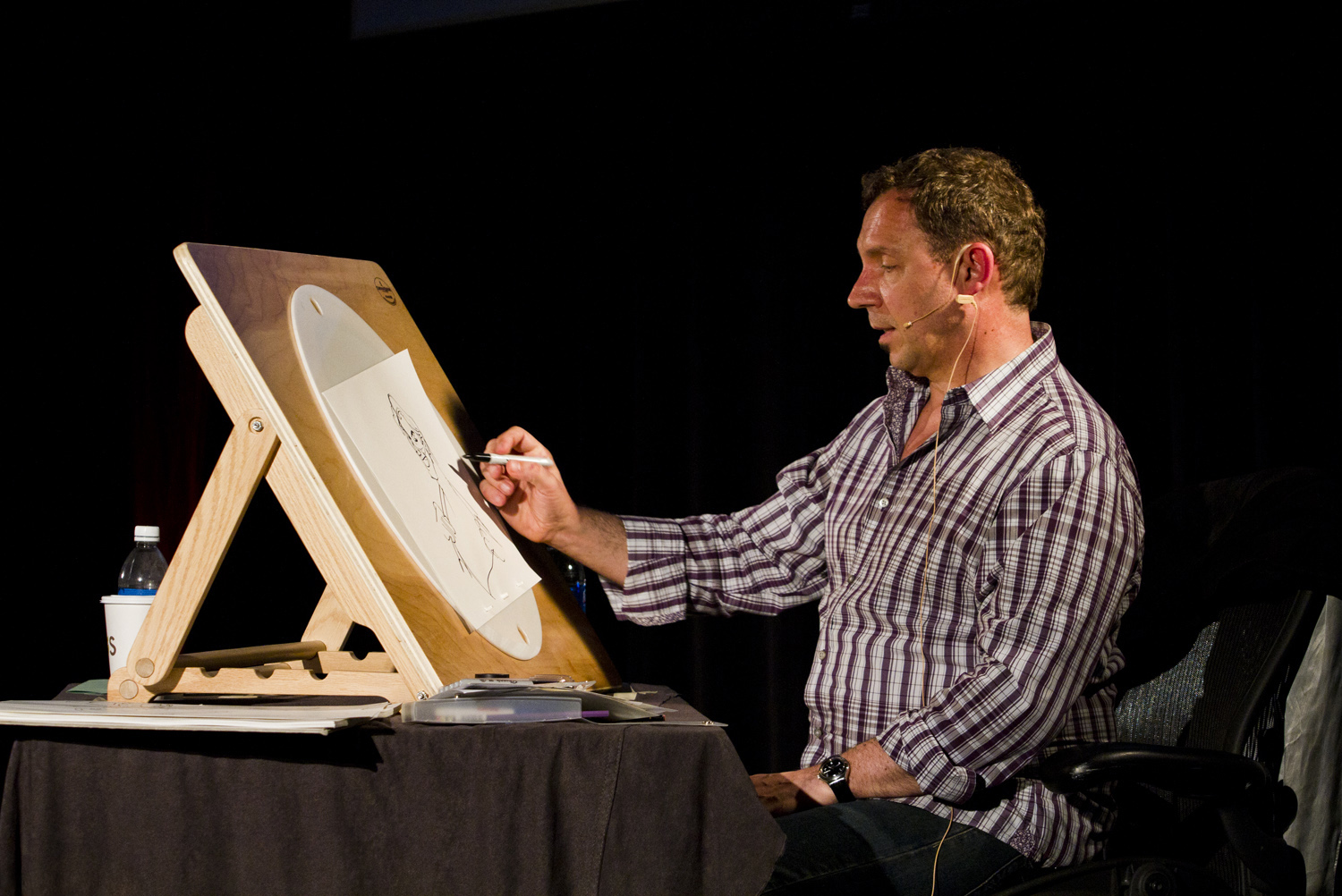
Andreas Deja, animador do Scar, em 2 de Junho de 2012

O desenvolvimento de O Rei Leão começou simultaneamente com Pocahontas e, por isto, a maioria dos animadores da Disney decidiram trabalhar no outro filme ao invés do O Rei Leão, acreditando que seria o mais prestigiado e bem-sucedido dos dois. Os artistas que trabalharam na história também não tinha muita fé no projeto, com Chapman declarando que ela estava relutante em aceitar o trabalho porque "a história não estava muito boa", e o escritor Burny Mattinson disse ao colega de trabalho Joe Ranft: "eu não sei quem vai querer assistir a isto." A maioria dos animadores principais faziam seu primeiro grande trabalho como supervisores de um personagem, ou tinha muito interesse em animar um animal. Treze destes supervisores de animação, tanto na Califórnia e na Flórida, foram responsáveis por definir as personalidades e o tom para os personagens principais do filme. Os animadores responsáveis pelos personagens principais incluem Mark Henn animando Simba filhote, Ruben A. Aquino animando Simba adulto, Andreas Deja animando Scar, Aaron Blaise animando Nala filhote, Anthony DeRosa animando Nala adulta, e Tony Fucile animando Mufasa. Quase 20 minutos do filme, incluindo a sequência "O que eu quero mais é ser rei", foram animadas no Disney-MGM Studios. Em última análise, mais de 600 artistas, animadores e técnicos contribuíram para O Rei Leão ao longo de sua produção. Semanas antes do filme ser lançado, a produção foi afetada pelo terremoto de Northridge em 1994, que desligou o estúdio e foi necessário que os animadores terminassem o seu trabalho em casa.
Os animadores estudaram animais da vida real para referência, como foi feito para Bambi em 1942. Jim Fowler, renomado especialista em vida selvagem, visitou os estúdios em várias ocasiões com uma variedade de leões e outros habitantes da savana para discutir o comportamento e ajudar os animadores a darem aos seus desenhos uma sensação de autenticidade. As Terras do Reino são baseadas no parque nacional queniano visitado pela equipe. Distâncias focais e lentes variadas foram empregadas para diferir do retrato habitual da África em documentários - que empregam lentes teleobjetivas para fotografar a vida selvagem à distância. A sensação épica se inspirou nos estudos do artista Hans Bacher e em obras de pintores como Charles Marion Russell, Frederic Remington e Maxfield Parrish. Uma vez que os personagens não são seres antropomórficos, todos os animadores tiveram de aprender a desenhar animais de quatro patas, e o desenvolvimento da história foi feito através do uso de cenas mais longas dos personagens.
O uso de computadores ajudou os cineastas a apresentarem sua visão de novas maneiras. O uso mais notável de animação por computador está na sequência da debandada de gnus. Vários gnus distintos foram criados em um programa de computador 3D, multiplicando-se em centenas, e receberam cel shading para se parecer com animação desenhada, e atribuídos caminhos aleatórios montanha abaixo para simular o movimento real, imprevisível de um rebanho. Cinco animadores com formação específica e técnicos passaram mais de dois anos criando a sequência, que durou dois minutos e meio. Outros usos de animação por computador foram feitas por meio de CAPS, que ajudou a simular movimentos de câmera, tais como gravações em movimento, e também foram empregadas na coloração, iluminação e efeitos de partículas.

## Trilha sonora

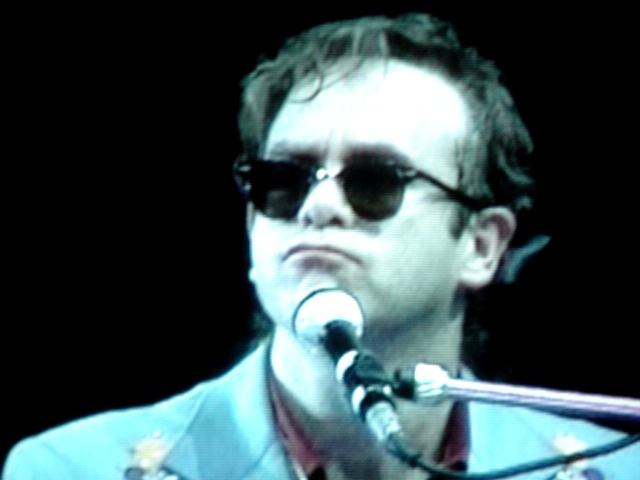
Elton John nos anos 80.

O letrista Tim Rice, que estava trabalhando com o compositor Alan Menken em canções para Aladdin, foi chamado para escrever as letras, aceitando com a condição de encontrar um parceiro de composição. Como Menken estava trabalhando em Pocahontas, os produtores aceitaram a sugestão de Rice, que foi Elton John, após o convite aos integrantes do ABBA não ter dado certo, porque Benny Andersson estava ocupado com o musical Kristina från Duvemåla. John manifestou interesse em escrever "canções ultra-pop que as crianças e pais gostassem, então os adultos poderiam ir ver o filme e se divertirem também", mencionando uma possível influência de The Jungle Book, onde sentia que "a música era tão divertida e cativava crianças e adultos".
John e Rice escreveram cinco canções originais para o filme ("Circle of Life", "I Just Can't Wait to Be King", "Be Prepared", "Hakuna Matata" e "Can You Feel the Love Tonight") e "Can You Feel the Love Tonight" é executada pelo cantor durante créditos finais. O lançamento em IMAX e DVD acrescentou outra canção, "The Morning Report", que foi baseado em uma canção descartada durante a produção original e que eventualmente foi destaque no musical de O Rei Leão. A música incidental do filme foi composta por Hans Zimmer, que foi contratado com base em seu trabalho em dois filmes em cenários africanos, The Power of One e A World Apart. A música e coro com elementos tradicionais africanos foram organizados por Lebo M. Os parceiros de Zimmer, Mark Mancina e Jay Rifkin, co-produziram o álbum e fizeram o arranjo da trilha sonora.
A trilha sonora original do filme foi lançada pela Walt Disney Records em 13 de julho de 1994, e foi o quarto álbum mais vendido do ano e a trilha sonora mais vendida do ano na Billboard 200. É a única trilha sonora de um filme de animação a ser certificada Diamante (10× platina) pela Recording Industry Association of America. A versão completa da trilha sonora do Zimmer apenas foi lançada pela Disney em 2014, quando relançaram a trilha sonora em comemoração aos 20 anos de lançamento da mesma. O Rei Leão também inspirou o álbum de 1995, Rhythm of Pride Lands, com oito canções de Zimmer, Mancina e Lebo M.

### Canções
1. "Circle of Life" ("Ciclo sem fim") -  Carmen Twillie, Lebo M. e Mbongheni Ngema
2. "I Just Can't Wait to Be King" ("O que eu quero mais é ser rei") - Simba (Jason Weaver), Zazu (Rowan Atkinson) e Nala (Laura Williams)
3. "Be Prepared ("Se preparem") - Scar (Jeremy Irons), Banzai (Cheech Marin) e Shenzi (Whoopi Goldberg)
4. "Hakuna Matata" - Timão (Nathan Lane), Pumba (Ernie Sabella) e Simba (Jason Weaver, criança; Joseph Williams, adulto)
5. "Can You Feel the Love Tonight" ("Esta noite o amor chegou") - Simba (Joseph Williams), Nala (Sally Dworsky), Timão (Nathan Lane), Pumba (Ernie Sabella) e Kristle Edwards; Elton John canta uma versão pop nos créditos
6. "The Morning Report" ("Relatório Matinal") - Zazu (Jeff Bennett), Mufasa (James Earl Jones) e Simba (Evan Saucedo); não aparece no filme original, mas foi incluída na versão de IMAX e  no DVD

## Lançamento
Para o primeiro trailer de O Rei Leão a Disney optou por, pela primeira vez, apresentar uma única cena: a sequência de abertura inteira, com a canção "Circle of Life". O então presidente da distribuidora Buena Vista Pictures, Dick Cook, disse que a decisão de exibir a cena como trailer foi tomada porque, "todos nós fomos tocados pela beleza e majestade desta cena, que nos sentimos como tivesse sido um dos melhores quatro minutos de filme que nós tínhamos visto", e Don Hahn acrescentou que "Circle of Life" funcionou como um trailer, uma vez que "saiu tão forte, e tão bom, e terminou de maneira explosiva". O trailer foi lançado em novembro de 1993, acompanhando Os Três Mosqueteiros nos cinemas, quando apenas um terço de O Rei Leão tinha sido concluído. A reação do público foi de entusiasmo, fazendo Hahn ter medo de que o filme não correspondesse as expectativas criadas pelo trailer. Antes do lançamento do filme, a Disney fez onze sessões de teste.
Após o lançamento, O Rei Leão foi acompanhado por uma extensa campanha de marketing que incluiu parcerias com empresas como Burger King, Mattel, Kodak, e Nestlé, somando um total de 186 produtos licenciados. Em 1994, a Disney faturou aproximadamente US$1 bilhão com produtos baseados no filme, com os brinquedos de O Rei Leão rendendo US$ 214 milhões apenas durante o Natal de 1994.
Em Portugal, foi o primeiro filme de animação a ser dobrado para o português europeu. Depois disso, as curtas metragens clássicas de Walt Disney e de outras empresas de animação começaram a ser dobradas.

### Home media
O Rei Leão foi lançado em VHS e em laserdisc nos Estados Unidos em 3 de março de 1995, como parte da série de vídeos da Disney, "Masterpiece Collection". Além disso, ambos os formatos receberam edições de luxo com bônus como litografias, uma epígrafe comemorativa de "Circle of Life", e mídias extras com documentários. A fita VHS rapidamente se tornou o vídeo mais vendido de todos os tempos: 4,5 milhões de fitas foram vendidas no primeiro dia e as vendas totalizaram mais de 30 milhões, antes destas versões em vídeo entrarem em moratória em 1997.
Em 7 de outubro de 2003, o filme foi re-lançado em VHS e lançado em DVD pela primeira vez, como parte da linha Platinum Edition dos clássicos animados da Disney. Com uma remasterização feita para o lançamento em IMAX de 2002, o DVD contava com duas versões do filme, uma com cenas extras do relançamento e outra editada equivalente à versão original de 1994. Um segundo disco, com bônus, também foi incluído no lançamento em DVD. A trilha sonora do filme foi fornecida tanto na sua faixa original em Dolby 5.1, e em uma nova e aprimorada versão em Home Theater Mix, tornando este um dos primeiros DVDs da Disney equipados dessa maneira. Por meio de ramificação, o filme poderia ser visto com ou sem uma cena recém-criada, uma breve conversa no filme substituída por uma música completa ("The Morning Report"). O set de colecionador especial também foi lançado, contendo o conjunto de DVD, cinco exclusivos retratos dos personagens litografados (novos desenhos criados e assinados pelos animadores dos personagens originais), e um livro introdutório intitulado A Journey. Mais de dois milhões de unidades da edição Platinum em DVD e VHS foram vendidas no primeiro dia de lançamento. Um DVD box set dos três filmes de O Rei Leão (em dois formatos de disco da Edição Especial) foi lançado em 6 de dezembro de 2004. Em janeiro de 2005, o filme, juntamente com as sequelas, voltou para moratória.
A Walt Disney Studios Home Entertainment lançou a Edição Diamante de O Rei Leão em 4 de outubro de 2011, marcando a primeira vez que o filme esteve disponível em alta definição, nos formatos Blu-ray e Blu-Ray 3D.  A versão inicial foi lançada em três pacotes diferentes: uma versão de dois discos com Blu-ray e DVD; uma versão de quatro discos com Blu-ray, DVD, Blu-ray 3D e cópia digital; e um conjunto de caixa de oito discos que inclui também as sequelas, O Rei Leão 2: O Reino de Simba e O Rei Leão 3 - Hakuna Matata. A versão em DVD único também foi lançada em 15 de novembro de 2011.  A Edição Diamante liderou as vendas de Blu-ray com mais de 1,5 milhões de cópias vendidas. O filme vendeu 3.830.000 unidades Blu-ray no total, levando a uma renda de US$ 101,14 milhões.

### Televisão
Apesar do filme ter sido lançado em 1994, sua primeira transmissão na TV aberta brasileira só ocorreu 18 anos depois. O Rei Leão foi exibido de forma inédita pela Rede Globo no dia 24 de dezembro de 2012 dentro da sessão de filmes Tela Quente em comemoração a Véspera de Natal. O filme foi transmitido completamente em HD. Durante a transmissão a Globo se isolou na liderança de audiência, registrando 14.1 pontos de audiência contra 5 pontos do SBT, 1.7 da Record, 1.4 da Band e 0.9 da RedeTV!
Em Portugal, a primeira transmissão na TV aberta aconteceu precisamente no mesmo dia, 24 de dezembro de 2012, na SIC. Com emissão das 14:15 às 16:00, o filme foi líder no seu horário, sendo visto por cerca de 971.200 espectadores.[carece de fontes?]

## Recepção
O Rei Leão tornou-se um dos maiores sucessos da Disney, com $312 milhões de dólares somente nos Estados Unidos e US$ 858,555,561 milhões ao redor do mundo. Foi a animação de maior bilheteria até Procurando Nemo em 2003.
No total, O Rei Leão arrecadou US$ 422,783,777 milhões na América do Norte e US$ 545,728,028 milhões de dólares em outros territórios chegando a um total mundial de US$ 968,511,805 milhões de dólares É o 27º filme de maior bilheteria, e a quinta maior bilheteria de um filme de animação em todos os tempos e o terceiro filme da Walt Disney Animation Studios (atrás de Frozen e Zootopia) de maior bilheteria. Após a sua exibição inicial, tendo ganho $ 783,841,776 milhões, ele foi a segunda maior bilheteria de todos os tempos, atrás de Jurassic Park. Durante o seu relançamento 3D em 2011, O Rei Leão superou todos os filmes de animação, menos Toy Story 3, sendo a segunda maior bilheteria de uma animação  - depois rebaixado para terceiro por Frozen e quinto por Zootopia e Minions - e a maior bilheteria de uma animação tradicional.

### Lançamento original
O Rei Leão teve um lançamento limitado na América do Norte em 15 de junho de 1994, lançado em apenas dois cinemas, em Los Angeles e Nova York. Mesmo restrito a duas salas, o faturamento de US$1.586.753  em todo o fim de semana garantiu o décimo lugar do ranking de bilheteria, e a média de 793,377 dólares por cinema permanece como a maior já alcançada durante um fim de semana.  O grande lançamento ocorreu em 24 de junho de 1994, em 2.550 cinemas. O som surround digital do filme levou muitos cinemas a implementarem novos sistemas de som da Dolby Laboratories. O Rei Leão arrecadou US$40,9 milhões, que na época era a quarta maior abertura no fim de semana da história da Disney; ele também ganhou uma rara classificação "A +" do CinemaScore. Até o final de sua temporada nos cinemas, no inicio de 1995, ele tinha ganhado US$312.855.561 milhões, sendo a segunda maior bilheteria de 1994 na América do Norte atrás de Forrest Gump, e a maior do ano globalmente, com um total mundial de US$768,6 milhões.
No Brasil, fez mais de 500 mil pagantes na estreia, e 4.2 milhões no total.

### Relançamento em IMAX
O filme foi relançado em 25 de dezembro de 2002 nos cinemas em IMAX. Don Hahn explicou que oito anos após o lançamento original de O Rei Leão, "havia toda uma nova geração de crianças que ainda não tinha visto isso, particularmente em tela grande." Como o filme já tinha sido arquivado digitalmente durante a produção, o processo de restauração foi mais fácil, além de fornecer muitas cenas com melhorias que cobriam as deficiências originais. Um som melhorado também foi fornecido, como Hahn explicou, "fazer o público se sentir como eles estão no meio do filme."  Em seu primeiro fim de semana, O Rei Leão fez 2,7 milhões dólares em 66 cidades, uma média de 27,664 dólares por cinema. Este lançamento terminou com US$15.686.215 arrecadados em 30 de maio de 2003.

### Relançamento em 3D
Em 2011, O Rei Leão foi convertido para 3D, num lançamento limitado de duas semanas precedendo a chegada do filme em Blu-Ray 3D.  O filme estreou na sexta-feira, 16 de Setembro de 2011, com 8,9 milhões de dólares e terminou o fim de semana com 30,2 milhões de dólares, sendo número um nas bilheterias. Isso fez com que O Rei Leão fosse a primeira re-edição a ficar em número um nas bilheterias de fim de semana estadunidenses, desde o re-lançamento de Star Wars Episódio VI: O Retorno de Jedi em março de 1997.  O filme também se tornou a quarta maior estreia de setembro em todos os tempos. Também se saiu muito bem em seu segundo fim de semana, mais uma vez ficando em primeiro lugar nas bilheterias, com um declínio de 27% para 21,9 milhões de dólares.  A maioria dos observadores de bilheteria esperavam o filme cair cerca de 50% em seu segundo fim de semana e também estavam esperando Moneyball em primeiro lugar.
Após seu sucesso inicial nas bilheteria, muitos cinemas decidiram a continuar exibir o filme por mais de duas semanas, embora a previsão era de tirar de cartaz com a chegada do Blu-ray 3D, marcada para duas semanas e meia após a exibição nos cinemas. Na América do Norte, o relançamento em 3D saiu dos cinemas em 12 de janeiro de 2012, com um lucro de 94.242.001 milhões de dólares. Fora da América do Norte, ele arrecadou US$ 83,4 milhões. No Brasil, o filme foi visto por 303.582 espectadores. O sucesso do relançamento em 3D de O Rei Leão fez a Disney criar planos de relançar nos cinemas A Bela e a Fera, Procurando Nemo, Monstros S.A e A Pequena Sereia durante 2012 e 2013. No entanto, nenhum dos três primeiros filmes re-lançados alcançaram o enorme sucesso de O Rei Leão 3D, e o re-lançamento de A Pequena Sereia acabou sendo cancelado. Em 2012, Ray Subers do Box Office Mojo escreveu que a razão pela qual a versão 3D de O Rei Leão fez sucesso foi porque,  "a noção de um relançamento em 3D ainda era nova e empolgante, [...] depois de O Rei Leão o público foi bombardeado com três relançamentos em 3D no ano que, fez o valor da novidade desaparecer."

### Recepção da crítica
O Rei Leão foi recebido com aclamação pela crítica. No Rotten Tomatoes, o filme tem uma classificação de 92%, com base em 110 avaliações, com uma classificação média de 8.2 / 10. O consenso dos crítico no site diz: "Emocionalmente forte, ricamente desenhado e bem animado, O Rei Leão está em um posto alto no panteão dos filmes clássicos da Disney." No Metacritic, o filme tem uma pontuação de 83 em 100, com base em 14 críticos, indicando "aclamação universal".
Roger Ebert deu-lhe 3.5 de 4 estrelas e o chamou de "um filme de animação soberbamente desenhado" e, em sua crítica, escreveu: "A saga de Simba, que em suas origens profundamente enterradas deve algo a tragédia grega e certamente a Hamlet, é uma experiência de aprendizagem, bem como um entretenimento." No programa de televisão Siskel & Ebert, o filme foi elogiado, mas recebeu uma recepção mista em relação aos filmes anteriores da Disney. Ebert e seu colega Gene deram ao filme elogios, mas Siskel disse que não era tão bom quanto os filmes anteriores, como A Bela e a Fera e era "um bom filme, mas não grande". Hal Hinson do The Washington Post chamou-lhe "impressionante, uma conquista quase assustadora" e sentiu que o filme era "espetacular de uma maneira que está quase se tornado comum nas animações da Disney", mas foi menos entusiasmado para o fim de sua crítica dizendo: "Shakespeare no tom, épico, parece mais adequado para adultos do que para crianças, para dizer a verdade, mesmo para os adultos é francamente estranho."
Owen Gleiberman do Entertainment Weekly elogiou o filme, escrevendo que ele "tem a ressonância para ficar não apenas como um desenho animado fantástico, mas como um filme emocionalmente pungente". Peter Travers, crítico de cinema da Rolling Stone, elogiou o filme e sentiu que era "uma mistura extremamente divertida de música, diversão e emoção de arregalar os olhos, não faltando coração". James Berardinelli do ReelViews elogiou dizendo, "a cada nova animação, a Disney parece estar expandindo os seus horizontes ainda mais, O Rei Leão é o mais maduro (em mais de um sentido) desses filmes, e claramente tem sido um esforço consciente para agradar tanto adultos e crianças. Felizmente, para aqueles de nós que geralmente ficam longe de "desenhos animados", eles conseguiram."
Alguns críticos ainda questionaram a narrativa do filme. A equipe da TV Guide escreveu que, embora era tecnicamente eficiente e divertido, O Rei Leão  "oferece canções menos memoráveis do que os sucessos anteriores, e, uma resolução dramática insatisfatória e precipitada." Terrence Rafferty do The New Yorker, considerou que apesar da boa animação, a história sentia-se como "manipulando nossas respostas à vontade", como "Entre traumas, o filme serve-se calmamente de números músicas banais e tolos, com comédia indisciplinada".

## Prêmios e indicações
Em 2008, O Rei Leão foi classificado como o 319º melhor filme já feito pela revista Empire, e em junho de 2011, a Time o nomeou um dos "25 Melhores Filmes de Animação de Todos os Tempos". Em junho de 2008, o American Film Institute listou o Rei Leão como o quarto melhor filme no gênero animação em sua lista AFI Top 10, tendo anteriormente colocado "Hakuna Matata", como sua 99º melhor canção do cinema americano, em sua lista, AFI's 100 Years... 100 Songs (100 Anos... 100 Canções).
| Ano  | Premio               | Categoria                                                        | Nomeação                                                   | Resultado |
| ---- | -------------------- | ---------------------------------------------------------------- | ---------------------------------------------------------- | --------- |
| 1995 | Oscar                |                                                                  |                                                            |           |
| 1995 | Oscar                | Melhor Trilha Sonora Original                                    | Hans Zimmer                                                | Venceu    |
| 1995 | Oscar                | Melhor Canção Original                                           | Elton John e Tim Rice por "Can You Feel the Love Tonight"  | Venceu    |
| 1995 | Oscar                | Melhor Canção Original                                           | Elton John e Tim Rice por "Circle of Life"                 | Indicado  |
| 1995 | Oscar                | Melhor Canção Original                                           | Elton John e Tim Rice por "Hakuna Matata"                  | Indicado  |
| 1995 | Globo de Ouro        |                                                                  |                                                            |           |
| 1995 | Globo de Ouro        | Melhor Filme (Comédia/Musical)                                   | Roger Allers e Rob Minkoff                                 | Venceu    |
| 1995 | Globo de Ouro        | Melhor Trilha Sonora Original                                    | Hans Zimmer                                                | Venceu    |
| 1995 | Globo de Ouro        | Melhor Canção Original                                           | Elton John e Tim Rice por "Can You Feel that Love Tonight" | Venceu    |
| 1995 | Globo de Ouro        | Melhor Canção Original                                           | Elton John e Tim Rice por "Hakuna Matata"                  | Indicado  |
| 1995 | BAFTA                | Melhor Trilha Sonora                                             | Hans Zimmer                                                | Indicado  |
| 1995 | BAFTA                | Melhor Som                                                       | David Hudson, Mel Meltcafe e Terry Potter                  | Indicado  |
| 1995 | Saturn Awards        | Melhor Filme de Fantasia                                         | Don Hann                                                   | Indicado  |
| 1995 | Saturn Awards        | Melhor Performance por um Ator Juvenil                           | Jonathan Taylor Thomas                                     | Indicado  |
| 1994 | Grammy Awards        | Melhor Performance Pop Masculina (Can You Feel the Love Tonight) | Elton John                                                 | Venceu    |
| 1994 | Annie Awards         | Melhor Animação                                                  | Walt Disney Pictures                                       | Venceu    |
| 1994 | Annie Awards         | Melhor Atuação de Voz                                            | Jeremy Irons                                               | Venceu    |
| 1994 | Annie Awards         | Melhor Contribuição Individual para História                     | Brenda Chapman                                             | Venceu    |
| 1995 | BMI Film & TV Awards | Melhor Música                                                    | Hans Zimmer                                                | Venceu    |
| 1995 | BMI Film & TV Awards | Melhor Performance de uma Canção                                 | Can You Feel the Love Tonight                              | Venceu    |
| 1995 | MTV Movie Awards     | Melhor Vilão                                                     | Jeremy Irons (Scar)                                        | Indicado  |
| 1995 | MTV Movie Awards     | Melhor Canção                                                    | Can You Feel the Love Tonight                              | Indicado  |
| 1995 | Kids Choice Awards   | Filme Favorito                                                   | Walt Disney Pictures                                       | Venceu    |

## Controvérsias

Imagem de O Rei Leão, mostrando a suposta palavra sex formada a partir de poeira. Esta imagem só aparece na versão original do filme

Certos elementos do filme foram considerados tendo uma semelhança com um famoso show de televisão japonês dos anos 60, Jungle Taitei (Kimba, o Leão Branco), por causa dos personagens análogos, e várias cenas individuais sendo quase idênticas em composição e ângulo da câmera. Matthew Broderick acreditava inicialmente que ele estava trabalhando em um remake de Kimba, porque ele estava familiarizado com o show japonês. A posição oficial da Disney é que as semelhanças são mera coincidência. Yoshihiro Shimizu, da Tezuka Productions, que criou Kimba o Leão Branco, refutou os rumores de que o estúdio foi pago suborno pela Disney, mas explica que eles rejeitaram impulsos de processar a companhia porque, "nós somos uma empresa pequena, fraca. Não valeria a pena mesmo assim... os advogados da Disney estão entre os vinte melhores do mundo!".
Protestos foram levantados contra uma cena em que supostamente aparece a palavra "sex" (sexo) na poeira voando no céu, quando Simba abaixa as patas. O ativista conservador, Donald Wildmon, afirmou ser uma mensagem subliminar com a intenção de promover a promiscuidade sexual. Animadores do filme afirmaram que as letras significam "SFX" (uma abreviatura comum para "efeitos especiais"), e foi concebido como uma "assinatura" inocente criada pela equipe de efeitos visuais da animação.
Biólogos protestaram contra o retrato da Hiena no filme: um pesquisador de hiena processou os estúdios Disney por difamação de caráter, e um outro que tinha organizado a visita dos animadores na Universidade da Califórnia para uma Pesquisa Comportamental, na qual os animadores observaram e fizeram esboços de hienas cativas, boicotou O Rei Leão por não ajudar a preservar as hienas em estado selvagem. As hienas também foram interpretadas como representando uma alegoria anti-imigrante, em que as hienas seriam os latinos e negros.

## Legado

### Adaptação teatral
Walt Disney Theatrical produziu uma adaptação para o teatro musical de mesmo nome, que estreou em Minneapolis, Minnesota em julho de 1997, e mais tarde estreou na Broadway em outubro de 1997, no New Amsterdam Theatre. O musical foi dirigido por Julie Taymor e contou com músicas tanto do filme quanto do álbum Rhythm of the Pride Lands, juntamente com três novas composições de Elton John e Tim Rice. Mark Mancina fez os arranjos musicais e novas trilhas orquestrais. O musical tornou-se um dos mais bem sucedidos na história da Broadway, vencedor de seis prêmios Tony, incluindo Melhor Musical. Mesmo se mudando para o Minskoff Theatre em 2006, ainda está em execução em Nova York, tornando-se o terceiro show mais tempos em cartaz na história da Broadway. Ao redor do mundo é o musical mais bem sucedido de todos os tempos, tendo arrecadado mais de US$ 6 bilhões.

### Sequências e spin-offs
Os primeiros projetos de animação relacionados com O Rei Leão envolveu os personagens de Timão e Pumba. Primeiramente a dupla estrelou o curta de animação "Stand By Me", com Timão cantando a música de mesmo nome, que foi lançado em 1995, e acompanhou o filme Tom and Huck. Em seguida, a dupla recebeu o seu próprio show animado, que ficou em exibição por três temporadas e 85 episódios entre 1995 e 1999. Ernie Sabella continuou como a voz de Pumba, enquanto Timão foi interpretado por Quinton Flynn e Kevin Schon, além de Nathan Lane.
A Disney lançou dois filmes diretamente em vídeo relacionados com O Rei Leão. O primeiro foi a sequela, O Rei Leão 2: O Reino de Simba, lançado em 1998, em VHS. O filme é centrado em torno da filha de Simba e Nala, Kiara, que se apaixona por Kovu, um leão que foi criado por seguidores exilados de Scar. Em 2004, houve o lançamento do DVD O Rei Leão 3 - Hakuna Matata. É uma prequela que mostra como Timão e Pumba se conheceram, além de uma narrativa paralela com o filme original, recontando os eventos dele pelo ponto de vista da dupla.
Em junho de 2014, foi anunciado que uma nova série de TV baseada no filme será lançada, chamada A Guarda do Leão e conta com Kion, filho caçula de Simba como protagonista. O show foi transmitido no Disney Junior pela primeira vez como um filme de televisão em novembro de 2015 nos Estados Unidos, antes dos episódios começarem a ser transmitidos em janeiro de 2016.

## Refilmagem em CG
Em 2016, seguindo o sucesso crítico e comercial de The Jungle Book, a Disney anunciou que o diretor de tal refilmagem, Jon Favreau, faria adaptação similar para O Rei Leão. Recriando o filme com computação gráfica fotorrealista e contando com apenas um ator do elenco original, James Earl Jones, a refilmagem foi lançada em 2019. Beyoncé, dubladora de Nala nessa versão, gravou um álbum conceitual baseado no filme, The Lion King: The Gift, que por sua vez rendeu um filme entitulado Black Is King (2020). Em 2024, a refilmagem ganhou uma prequela dirigida por Barry Jenkins, Mufasa: O Rei Leão.

### Parques
O Rei Leão inspirou duas atrações que recontam a história do filme nos Walt Disney Parks and Resorts. O primeiro, "The Legend of the Lion King", contou com uma recriação do filme através de marionetes de tamanho real de seus personagens, e ficou entre 1994-2002 no Magic Kingdom, em Walt Disney World. Outro que ainda está em execução é o live-action musical de 30 minutos do filme, "Festival of the Lion King", que incorpora os números musicais com ginásticas de atores ao vivo, junto com bonecos animatrônicos de Simba e Pumba e um ator fantasiado como Timão. A atração abriu em abril de 1998 no Animal Kingdom do Disney World, e em setembro de 2005 no Adventureland em Hong Kong Disneyland. Uma versão similar com o nome de "The Legend of the Lion King" foi destaque na Disneyland Paris, de 2004 a 2009.

### Videogames
Junto com o lançamento do filme, três jogos diferentes com base em O Rei Leão foram liberados pela Virgin Interactive em dezembro de 1994. O jogo principal, The Lion King foi desenvolvido pela Westwood Studios, e publicado para computadores e os consoles Super NES e Mega Drive pela Virgin Entertainment. Darks Technologies criou a versão de Game Boy, enquanto a Syrox Developments fez a versão do Master System e Game Gear. O filme e sua sequência O Reino de Simba mais tarde inspiraram um outro jogo original da Torus Games, The Lion King: Simba's Mighty Adventure (2000) para Game Boy Color e PlayStation. Timão e Pumba também apareceram em Timon & Pumbaa's Jungle Games, para Super NES e computador lançado em 1995.
A Square Enix apresenta na série Kingdom Hearts Simba como uma invocação recorrente, bem como um jogável mundo de O Rei Leão, As Terras do Reino, em Kingdom Hearts II. A trama é vagamente relacionada com o filme original, com todos os personagens principais, exceto Zazu e Sarabi. O Rei Leão também fornece um dos mundos apresentados no jogo Disney Universe, e Simba foi destaque no jogo do Nintendo DS, Disney Friends (2008).